# قوانین حفظ امنیت عمومی
قوانین حفظ امنیت عمومی، قانون حراست صلح، (انگلیسی: Peace Preservation Law) یک سری قوانینی بودند که از سال ۱۸۹۴ تا ۱۹۲۵ در زمان امپراتوری ژاپن تصویب شدند. در مجموع، این قوانین برای سرکوب مخالفت‌های سیاسی گروه‌های چپ طراحی شدند.

## قوانین حفظ امنیت سال ۱۸۹۴
قوانین حفظ امنیت سال ۱۸۹۴ (保安 条例، Hoan Jōrei) یک فرمان امپراتوری بود که در ۲۵ دسامبر ۱۸۹۴ صادر شد و هدف آن سرکوب جنبش آزادی و حقوق مردم (ژاپن) بود. این قانون جدی‌ترین قانون از بین چند قانونی بود که پس از سال ۱۸۷۵ تصویب شد و شامل مخالفت سیاسی با الیگارشی میجی بود. محدودیت‌های شدیدی را بر مطبوعات، سخنرانی‌های عمومی و جلسات سیاسی اعمال کرد. ماده چهار قانون به رئیس پلیس متروپولیتن توکیو اجازه داد، با تأیید وزیر داخله، هرکسی که آشفتگی یا برنامه ای برای برهم زدن نظم عمومی در شعاع ۷٫۵ مایل از از کاخ امپراتوری توکیو در توکیو پیدا کند، برای مدت سه سال تبعید کند. ظرف سه روز از ابلاغ قانون، ۵۷۰ نفر از افراد برجسته در جنبش آزادی و حقوق مردم (از جمله اوزاکی یوکیئو فرماندار آینده توکیو) دستگیر و اخراج شدند. این قانون در سال ۱۸۹۸ لغو شد، اما به زودی قانون سختگیرانه تر نظم عمومی و پلیس سال ۱۹۰۰ جایگزین آن شد.